# Liste des stations de radio en Roumanie
Cet article présente la liste des radios en Roumanie.

## Radios ou réseaux nationales

### Radios publiques

#### Société roumaine de radiodiffusion
- Radio Roumanie Actualités
- Radio Roumanie Culture
- Radio Roumanie Musique
- Radio Roumanie internationale (RRI)
- Radio 3 Net
- Radio Antena Satelor
- Radio România Regional
  - Radio Antena Braşovului
  - Radio Bucureşti
  - Radio Chișinău
  - Radio Cluj
  - Radio Constanţa
  - Radio Craiova
  - Radio Iași
  - Radio Mureş
  - Radio Reşiţa
  - Radio Sighet
  - Radio Timişoara
  - Radio Vacanţa

#### Autres
- BBC Romania : disparue
- RFI Roumanie
- Deutsche Welle
- Europa FM

### Radios privées
- Pro FM Campus
- Metronom FM
- City FM
- Civic FM
- Info Pro
- Kiss FM
- Magic FM
- Radio Micul Samaritean
- Mix FM
- National FM
- News FM
- Pro FM
- Pro FM Dance
- Radio 21
- Radio 21 Dance
- Radio Deea
- Radio Guerrilla
- Radio Total
- Radio Trinitas
- Romantic FM
- Student FM
- Total Sport FM
- Vibe FM
- Vocea Evangheliei
- Vocea Sperantei
- Radio Vox T
- Radio ZU
- FREY24 Romania

## Radios locales
- Radio Metronom (Râmnicu Vâlcea)
- Stil FM (Călărași et Oltenița)
- Orizont FM Medgidia (Medgidia)
- Radio Voces Campi (Călărași and Oltenița)
- Radio Bărăgan (Călărași)
- Radio Campus (Buzău, Urziceni, Slobozia)
- Radio Orion (Fetești)
- Radio 1 (Galați)
- Radio Prahova (Prahova county)
- Radio Romanaia Dance ([in Winamp in shoutcasta radio])
- Radio Constanța (Constanța)
- Radio Holiday (Constanța)
- Sky FM (Constanța)
- Doina FM (Neptun)
- Radio Star FM (Sebes-Alba)
- Radio X-ON (ORION) (Sebes-Alba)